# Listă de scriitori sudanezi
Aceasta este o listă de scriitori sudanezi.

## Romancieri
- Mazin Mustafa (1981 - )
- Muhsin Khalid (1973 - )
- Leila Aboulela (1964 - )
- Ra'ouf Mus'ad (1937 - )
- Malkat Ed-Dar Mohamed (1920 - 1969)
- Tayeb Salih (1929 - 2009)
- Faisal Mustafa (1946 - )

## Poeți
- Al-Saddiq Al-Raddi (1969 - )
- Abed Elrahim Abu Zakrra (1943 - 1989)
- Gely Abdel Rahman(Gaili) (1933 - 1990)
- Ibrahim 'Ali Salman (1937 - 1995)
- Mahjoub Sharif (1948-2014)
- Mohammed Abed Elhai, (1944 - 1989)
- Mohammed Moftahh Elfitory
- Muhammad Ahmad Mahgoub (1908 - 1976)
- Rashad Hashim (1902-1948)
- Salah Ahmed Ibrahim (1933 - 1993)
- Taban Lo Liyong (1939 - )

## Nuveliști
- Ali EL-Maak (1937-1992)
- Bushra Elfadil (1952-)

## Scriitori politici
- Abdel Khaliq Mahjub (-1971)
- Abel Alier (1933-)
- Fatima Ahmed Ibrahim (1933-)
- Muhammad Ibrahim Nugud (1930-2012)
- Sadiq al-Mahdi (1936-)

## Scriitori istorici
- Derar Saleh Derar (1922-)
- Mohammed Saleh Dirar

## Scriitori satirici
- Jaafar Abbas

## Scriitori islamici reformiști
- Abdullahi Ahmed An-Na'im
- Hassan al-Turabi
- Mahmoud Mohamed Taha (1909-1985)

## Traducători
- Mahjoub Omer Bashary (1925 - 2008)

## Jurnaliști
- Alfred Taban, (1957 - )
- Abdul Raheem Glaiati
- Mohammed Taha Mohammed Ahmed ( - 2006)